# Bothriembryon brazieri
Bothriembryon brazieri é uma espécie de gastrópode  da família Orthalicidae.
É endémica da Austrália.